# براندان جنكينز
براندان جنكينز (بالإنجليزية: Brendan Jenkins)‏ هو سياسي أسترالي، ولد في 1 أكتوبر 1959 في بنديجو في أستراليا. حزبياً، نشط في حزب العمال الأسترالي. وقد انتخب عضو الجمعية التشريعية فيكتوريا.